# Isabelle Jagueux
Isabelle Jagueux, née le 7 octobre 1964, est une gymnaste française, spécialisée dans la discipline du tumbling.

## Biographie
Née le 7 octobre 1964, Isabelle Jagueux suit toute sa scolarité dans les établissements privés et publics de Saint-Maur-des-Fossés où elle pratique la gymnastique au Saint-Maur Union Sports (SMUS) dès 1974. Elle intègre l'INSEP en 1983 et y poursuit ses études jusqu'en 1987. À la suite de sa carrière de haut niveau en gymnastique puis en tumbling, elle s'oriente vers le spectacle acrobatique, en particulier le trapèze aérien avec longes élastiques dont elle encadre des séquences télévisées. En 2003, elle se consacre à l'animation sportive extra-scolaire. Mais depuis 2013, Isabelle est coach sportif, aujourd'hui spécialisée dans le renforcement musculaire, la méthode Pilates et l'électrostimulation (Miha Bodytech).

## Palmarès (gymnastique)

### Championnat de france
- Médaille d'or au saut de cheval en 1982

## Palmarès (tumbling)

### Championnats du monde
- Vice-championne du monde par équipes en 1986 ;
- 3e des championnats du monde individuels en 1986.

Coupe de Monde
 Médaille d'or aux USA en 1985
 Médaille de Bronze Coupe Internationale de Pologne en 1985
 Médaille d'or en France en 1987 

### Jeux mondiaux
- Médaille d'or des Jeux mondiaux de 1985.

### World Age Groupe
- Médaille d'or des World age group de 1986.

### Championnats d'Europe
- Championne d'Europe individuelle en 1985 et 1987 ;
- Championne d'Europe par équipes en 1985 et 1987.

### Championnats de France
- Championne de France individuelle Fédération française de trampoline et de sports acrobatiques sans discontinuer de 1983 à 1987[3].